# Le Nouveau Dédale
Le Nouveau Dédale est un court texte attribué à l'écrivain et philosophe Jean-Jacques Rousseau, écrit en 1742 lors de son passage à Paris et évoquant les avantages qu’il y aurait à se déplacer dans les airs. Ce texte, non publié de son vivant, est resté inédit jusqu’en 1801 avant de tomber dans l'oubli.

## Contexte historique

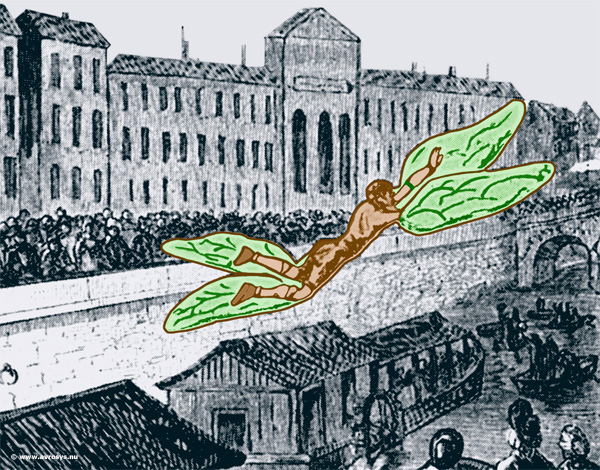
Exploit du marquis de Bacqueville, le 19 mars 1742.

Ce texte est lié à l'exploit du marquis de Bacqueville qui se lança cette même année au-dessus de la Seine, à Paris, planant sur une distance de 300 mètres avec des ailes ayant « la forme de celle que la religion prête aux anges » avant de retomber sur un bateau-lavoir et de se briser les jambes,.

## Présentation et contenu
Le Nouveau Dédale est un court texte publié sous la forme d'un opuscule de seize pages. Il a été publié le 5 germinal an IX (26 mars 1801), plusieurs années après la mort de son auteur. Le texte est ensuite tombé dans l’oubli avant d'être redécouvert en 1910 à la Bibliothèque nationale de France et reproduit dans le numéro du 10 octobre 1910 du  Mercure de France.
Cette œuvre de jeunesse, dont Louis-Sébastien Mercier déclare en 1791 qu’il est en possession du manuscrit original, célèbre en 1742 l’intérêt de « frayer une nouvelle route dans les airs, moyennant trois artefacts, des ailes à l’antique ointes d’huile, une sorte de fusée et une machine encore indéterminée assez légère pour s’élever mais aussi capable de redescendre ». L'échec de la tentative du marquis de Bacqueville pour traverser la Seine a sans doute dissuadé de publier ce récit, exploit auquel il est pourtant lié car de nombreuses analogies existent entre la machine du marquis et la description que fait le philosophe dans son texte,, même si Rousseau avait déjà pensé à cette idée de vol humain dans sa jeunesse.

Cet extrait de l'ouvrage exprime clairement la possibilité, pour l'auteur, du voyage aérien: 
« Nous marchons sur la terre, nous voguons sur l’eau, nous y nageons même et nous la parcourons au dedans. Pourquoi la route des airs seroit-elle interdite à notre industrie ? L’air n’est-il pas un élément comme les autres ? »

## Édition
- Jean-Jacques Rousseau, Le nouveau Dédale, copié sur son manuscrit original de 1752, à Paris chez Madame Masson, libraire, papetière et commissionnaire (1801) in 8° de 16 pages